# エコーとナルキッソス (プッサン)
『エコーとナルキッソス』（仏: Echo et Narcisse、英: Echo and Narcissus）は、17世紀フランスの巨匠ニコラ・プッサンが1629年ごろ、キャンバス上に油彩で制作した絵画である。主題は、オウィディウスの『変身物語』 (第3巻339節) にあるナルキッソスの物語から採られている。本来、アンジェロ・ジョーリ (Angelo Giori) 枢機卿 (1586-1662年) のコレクションにあった作品であるが、1682年にフランス王ルイ14世に売却された。1817年以来、パリのルーヴル美術館に所蔵されている。

## 主題
ナルキッソスは類まれな美少年であった。彼の美しさは大勢の娘や若者を虜にしたが、ナルキッソスは彼らをはねつけることしかしない。ニンフのエコーもナルキッソスに恋をしていた。彼女はゼウスの浮気隠しをしていたことからゼウスの妻ヘラの怒りを買ってしまい、相手の言う言葉をオウム返しに繰り返すことしかできなくなっていた。
誰も愛することのないナルキッソスであったが、そんな彼にもついに意中の相手が現れる。ある時、狩りに出かけたナルキッソスは泉の水を飲もうと屈みこむ。すると、そこには、彼がこれまでに見たこともない美少年が映っていた。その姿が自分自身であることに気づかず、ナルキッソスは決して報われることのない恋に陥る。彼は毎日、泉から離れず、自分の姿を見つめ続けた。食事も摂らず、眠ることもしなかった彼は、ついに衰弱して死んでしまう。彼が死んだ場所には美しいスイセンの花が咲き、彼の化身となったが、スイセンはギリシア語でナルキッソスと呼ばれることになった。

## 作品
本作には画面前景のナルキッソスに加えて、左手奥にエコーが表されている。プッサンは、ナルキッソスの死の場面にエコーを加えた最初の画家であると考えられる。ナルキッソスは、すでに死んでいるか、あるいは死に瀕して泉の淵に身を横たえている。その頭の周りには、ナルキッソスが化身することになるスイセンの花がすでに咲き始めている。
背景の大部分は太い木の幹と枝に覆い隠され、それらは灰色の嵐を含んだ雲の合間から射す陽光によって後方から照らし出されている。この自然の風景は、プッサンがローマ近郊の田園地帯で実際に写生した樹々や草むらのスケッチによく似ている。右手の大きな岩にもたれている非常に身体の細いエコーは、悲しみのあまり姿をかき消していく。彼女は岩になってしまい、その美しい声だけがこの世に残ったという。彼女の身体は、岩に溶け込んでいくかのように茶褐色のぼんやりとした色調で描かれている。エコーの反対側には、翼の生えたキューピッドが松明を持っているが、松明は葬礼の式を暗示しているとも、2つの不幸な愛を象徴しているともいわれる。キューピッドは悲しげにあらぬ方向を眺めている。
この絵画の様式と抒情的な内容には、プッサンのヴェネツィア派の画家、とりわけティツィアーノに対する賞賛がうかがわれる。風景と光の描写は完全にティツィアーノ風であり、作品が1630年ごろのものであることを示している。